# Syngonium oduberi
Syngonium oduberi är en kallaväxtart som beskrevs av T.Ray. Syngonium oduberi ingår i släktet Syngonium och familjen kallaväxter. Inga underarter finns listade.